# Сергей, Иван Михайлович
Иван Михайлович Сергей (25 июня 1917 — 29 декабря 2008) — пастор, проповедник, духовный писатель, президент Всемирного союза евангельских христиан (предположительно, с 1950 года).
Иван Михайлович родился в США. Его родители были эмигрантами, покинувшими Россию еще в царское время.
Несмотря на место своего рождения, Иван Михайлович выучил русский язык. Он трудился проповедником на христианском радио, занимался издательской деятельностью, поддерживал связь с верующими в СССР, сотрудничал с журналом «Братский вестник».
С начала 1980-х годов он посещал СССР, затем Россию, участвовал в съездах ВСЕХБ. В России изданы три книги проповедей И. М. Сергея: «Сила Божия», «Велик Господь», «Ей гряди, Господи».
Иван Михайлович имел степень магистра искусств, а Московская семинария евангельских христиан удостоила его степени почетного доктора богословия за большой вклад в дело христианского образования, за написание ряда богословских книг и статей; за многолетнюю проповедническую деятельность на Трансмировом радио, за сохранение чистого евангельского учения.